# Puti Kaisar-Mihara
Puti Kaisar-Mihara (ur. 28 kwietnia 1986 w Padangu) – austriacka mistrzyni sztuk walki, modelka, tancerka, choreografka i aktorka filmowa pochodzenia indonezyjskiego.

## Życiorys
Córka mistrza sztuk walki, Puti urodziła się w Indonezji na zachodnim wybrzeżu Sumatry, w Padangu. Gdy miała trzy lata, jej ojciec razem z nią przeniósł się do Austrii, gdzie już w wieku 3–4 lat zaczęła uprawiać pencak silat pod kierunkiem swego ojca. Obecnie posiada czarny pas, a od 22 grudnia 2016 nosi tytuł Pendekar czwartego stopnia. Naucza stylu Sentak w „Pandeka Mihar Institut” w Wiedniu oraz jest zatrudniona w austriackiej agencji ochrony „Event Safety”, gdzie pracuje jako coach i kieruje drużyną. W 2016 zagrała w filmie Thomasa Rotha Tatort: Die Kunst des Krieges, w którym wcieliła się w rolę profesjonalnej zabójczyni.

## Filmografia
- 2016: Tatort: Die Kunst des Krieges jako Mina Sandra Nomura